# Georg Morawitz
Georg Morawitz (* 22. April 1923) ist ein ehemaliger deutscher Fußballspieler, der 1952 mit Turbine Halle DDR-Fußballmeister wurde.

## Sportliche Laufbahn
Am 23. August 1950 wurde Georg Morawitz zum gefeierten Helden in der sachsen-anhaltischen Kreisstadt Burg. Mit seiner zweitklassigen Fußballmannschaft ZSG Burg stand er zuhause im Viertelfinale des DDR-Fußballpokals gegen den vorjährigen Ostzonenmeister ZSG Union Halle. In dieser Begegnung erzielte Mittelstürmer Morawitz drei Tore und war damit maßgeblich am überraschenden 4:3-Sieg seiner Mannschaft über die Oberligamannschaft beteiligt. Burg scheiterte erst im Halbfinale am Oberligisten KWU Erfurt (1:4).
Zuvor hatte sich Morawitz mit der ZSG Burg mit einem zweiten Platz in der Landesklasse Sachsen-Anhalt für die neu geschaffene zweitklassige DDR-Liga qualifiziert. In deren erster Saison 1950/51, in der Burg als BSG Einheit antrat, absolvierte Morawitz alle 18 Punktspiele und wurde mit elf Treffern zweitbester Torschütze. Seine Torgefährlichkeit veranlasste die BSG Turbine Halle, Nachfolgerin der ZSG Union, den schon 28-jährigen Morawitz für die Saison 1951/52 in ihre Oberligamannschaft zu holen. Trainer Alfred Schulz bot Morawitz in den ersten drei Punktspielen als Stürmer auf, löste ihn danach aber durch den zwei Jahre jüngeren Wolfgang Stops ab. Danach kam Morawitz zu keinen weiteren Oberligaeinsätzen und hatte damit nur geringen Anteil am späteren Gewinn der DDR-Meisterschaft der Hallenser.
Nach dem Hallenser Engagement beendete Georg Morawitz seine Laufbahn als Leistungssportler.